# Drosophila basimacula
Drosophila basimacula är en tvåvingeart som beskrevs av Elmo Hardy 1965. Drosophila basimacula ingår i släktet Drosophila och familjen daggflugor.
Artens utbredningsområde är Hawaii.